# Джанан Толон
Джанан Толон (тур. Canan Tolon; нар. 1955, Стамбул) — турецька художниця. Живе і працює в Емерівіллі, штат Каліфорнія. Є одним із важливих художників сучасного живопису Туреччини.
Її роботи виконані в таких видах мистецтва як гравюра, живопис, малюнок, скульптура й інсталяції. Виставлялися на міжнародних виставках в Анкарі, Стамбулі, Києві, Лондоні, Лос-Анджелесі, Нью-Йорку, Окленді та Сан-Франциско. Роботи Толон знаходяться у різних національних і міжнародних колекціях, на турецькому ринку живопису їх купують за високою ціною.
2010 року одна з її картин «Глюк VI» (2008), особливо виділилася на аукціоні "Сотбі» в Туреччині. 2012 року «Art + Auction» назвав майстриню одним із 50 найбільш колекціонованих художників. В огляді 2014 року в «Лос-Анджелес таймс» зазначалося, що картини Толон «підкреслюють нашу схильність шукати відомі форми» і «також, можливо, є коментарем до погіршення якості нашого зображення».

## Біографія
Народилася в Стамбулі у 1955 році. Дитинство провела у Франції через перенесений поліомієліт. Джанан Толон розповіла про своє дитинство і довгі роки лікування в малюнках і статтях, які зібрані в книзі «Майбутнє без минулого» (тур. Geçmişsiz Gelecek; 2004).
Після закінчення у 1975 році міжнародної школи Ecole Française d'Istanbul, вивчала дизайн й архітектуру в Едінгбурзькому університеті Нейпіра (1976), Fachhochschule (1979), Мідлсекському університеті / Архітектурної асоціації (1980) і Університеті Каліфорнії в Берклі (1983). Потім працювала архітектором у Франції та у Сан-Франциско.
Перша персональна виставка Толон відкрилася у Берклі у 1984 році. Пізніше виставляла свої роботи в багатьох центрах, як-от Анкара, Стамбул, Нью-Йорк, Париж, Чикаго та Сан-Франциско, зокрема роботи «Я інший» у Шарлоттенборзі, «Пластичні діалоги» у мерії Брюсселя, «Організований конфлікт» у Музеї сучасного мистецтва Project 4 L, «Кут відповіді» в Художньому музеї Міллс-коледжу, «Пересікаючі часи» та «Спостереження, інтерпретація, різноманітність» в Стамбульському музеї сучасного мистецтва.
Продовжила здобувати свою художню освіту в Берклі. Художниця, яка цікавиться такими поняттями сучасного мистецтва, як спадкоємність, синтез і поєднання, на той час створила роботи, засновані на настінних інсталяціях і біологічних об'єктах. Толон мала намір створювати роботи з ілюзією того, що глядач має фотографію, структуру чи історію. Це здійснювалося шляхом додавання на полотно зовнішніх ефектів, як-от плями іржі та кави.

## Колекції
Роботи Джанан Толон зберігаються у наступних публічних колекціях:
- Британський музей, Лондон[16];
- Стамбульський музей сучасного мистецтва, Istanbul IKSV (Стамбульський фонд культури та мистецтва).

## Нагороди та резиденції
- 1989 — Премія «San Francisco Focus Design Award». Сан-Франциско, штат Каліфорнія;
- 1991 — Фонд Беміса. Омаха, штат Небраска;
- 1992 — Фонд Беміса. Омаха, штаб Небраска;
- 1994 — Премія Федерації мистецтв західних штатів (WESTAF) / NEA в галузі живопису;
- 1995 — Колонія Макдавелл. Пітерборо, Нью-Гемпшир;
- 1996 — Фонд Камарго. Кассі, Франція;
- 1997 — Стипендія Гембліна в галузі живопису. Vermont Studio Center, Вермонт;
- 1998 — Скульптурна майстерня Берландери. Уельс;
- 1998 — Художня рада Уельсу;
- 1999 — Центр середземноморських досліджень Джорджтаунського університету. Вашингтон;
- 2000 — Cité internationale des arts. Париж;
- 2007 — Премія Emeryville Public Arts Award. Емерівіл, штат Каліфорнія;
- 2012 — Резиденція Кіддера в галузі мистецтв. Інститут гуманітарних наук, Мічиганський університет, Анн-Арбор[17].